# Laurent de La Hyre
Laurent de La Hyre (Parigi, 27 febbraio 1606 – Parigi, 28 dicembre 1656) è stato un pittore francese.

## Biografia
La Hyre fu certamente allievo di Georges Lallemant, così come è certo ch'egli studiò e fu influenzato dall'opera di Francesco Primaticcio nel castello di Fontainebleau. Non risulta però che si sia mai recato in Italia, come era allora l'abitudine dei pittori francesi, che si recavano a Roma per studiare i modelli dell'Antichità e del Rinascimento prima di ritornare in patria.
La Hyre è stato, forse, il più perfetto esempio di quella espressività piena di ritegno e di moderazione che prese il nome di "atticismo parigino", e che si contrappose alle tendenze barocche di Simon Vouet, tornato dall'Italia nel 1627 e che domina la scena pittorica francese negli anni 1630 e 1640.
Agli inizi La Hyre fu, come il suo maestro Lallemant, un tipico esponente del tardo manierismo ancora in voga in Francia. Per il giovane La Hyre, gli anni trenta, periodo di effervescenza della pittura francese dopo il rientro di Vouet, sono quelli delle sperimentazioni: dopo alcuni brevi tentativi di fuga sulla scia del Caravaggio, la sua opera si colloca in quella fase di transizione che, dalla pittura post-rinascimentale di maniera, apre le porte all'esperienza barocca per stabilizzarsi, infine, negli ultimi anni 1630, verso un classicismo ispirato dall'esempio di Nicolas Poussin, che soggiornò per due anni a Parigi, tra il 1640 e il 1642.
Pittore colto, interessato dalla matematica, La Hyre amò trattare soggetti mitologici di solito poco rappresentati dagli altri pittori. Tuttavia è proprio nel campo della pittura del paesaggio che La Hire fu insuperabile negli anni 1640 e 1650. Accanto a Claude Lorrain, La Hyre fu infatti uno dei migliori paesaggisti del suo tempo, creando scene equilibrate, con colori chiari e armonici, e con una particolare attenzione al disegno delle rovine antiche che popolano le sue vedute di fantasia. I suoi interessi per la geometria, le proporzioni architettoniche e l'armonia matematica delle forme si riscontrano anche nei suoi disegni e le sue stampe.
Dalla metà degli anni 1630 divenne uno dei più ricercati pittori parigini, realizzando grandi pale d'altare per le maggiori chiese della capitale del regno, tra cui due cosiddetti "Mays" per la cattedrale di Notre-Dame. Realizzò anche modelli per una grande serie di arazzi per la Reale manifattura dei Gobelins.
Prova della sua fama, nel 1648 fu l'uno dei dodici membri fondatori dell'Académie royale de peinture et de sculpture, la massima istituzione reggente le Belle Arti in Francia.
Ammalatosi, morì a Parigi all'età di 50 anni, nel dicembre del 1656.
Suo figlio Philippe de La Hire fu un noto e importante matematico e astronomo, oltre che valente pittore.

## Opere
- "La disfatta degli Inglesi nell'isola di Ré ad opera dell'esercito francese l'8 novembre 1627",  Museo "de l'Armée", Hôtel des Invalides, Paris  (c. 1627-1628)
- "L'Adorazione dei pastori", Museo di Belle arti, Rouen, (1635).
- "La discesa dalla Croce" (proveniente dal convento dei Cappuccini di Rouen), Museo di Belle arti di Rouen. (1655).
- "Sant'Anna istruisce la Vergine", (proveniente dall'abbazia di Saint-Amand a Rouen), Museo di Belle arti di Rouen.
- "Abramo sacrifica Isacco", (1650).
- "Teseo ed Etra" (c. 1635-1640)
- "Ciro annuncia ad Araspe che Pantea ha ottenuto la sua grazia", The Art Institute, Chicago.
- "Apparizione di Gesù alle tre Marie", Museo del Louvre, Parigi.
- "Il castigo di Marsia", incisione.
- "Allegoria della reggenza di Anna d'Austria", Castello di Versailles, 1648.
- "Allegoria della Grammatica", National Gallery, Londra, 1650.
- "Cornelia rifiuta la corona dei Tolomei", 1646.
- "La morte dei figli di Bethel", Museo di Belle arti, Arras, (1653).

(Il vero soggetto di questo quadro potrebbe essere "La Decima Piaga d'Egitto". Vedi: Alastair Laing, «Le véritable sujet du tableau de La Hyre à Arras», in Revue de l'Art, 1990, vol. 89, pp. 82-83, consultabile sul sito: Persée).
- "Noli me tangere". Museo di Grenoble, (1656).

## Galleria d'immagini

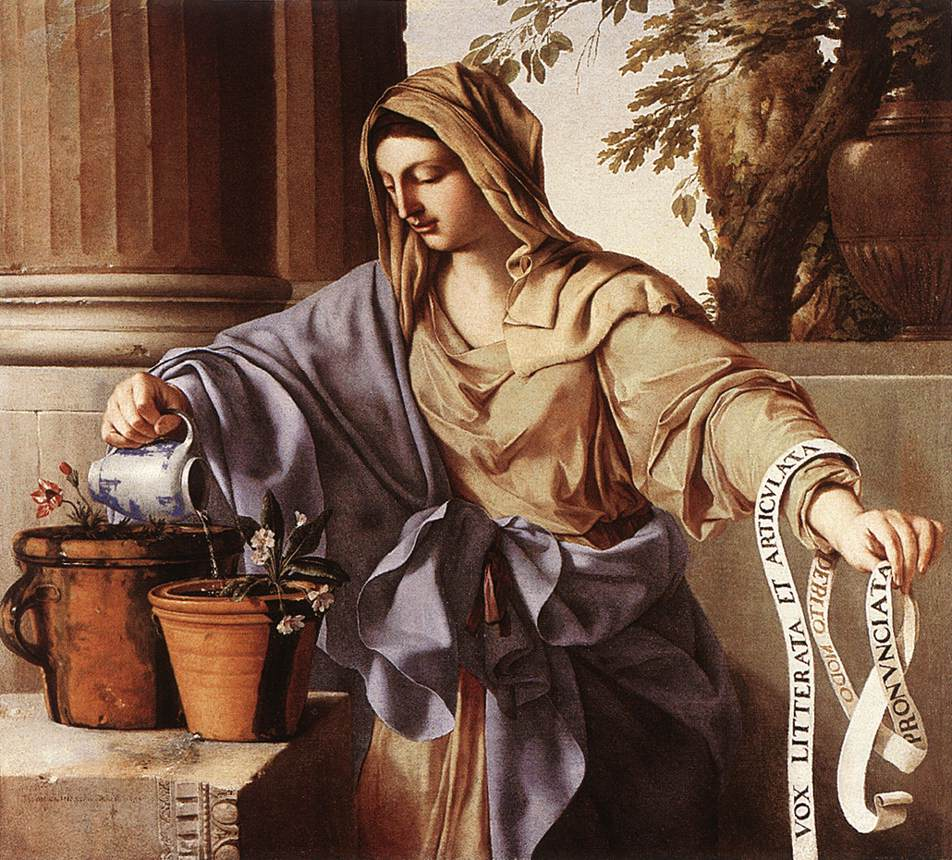
Allegoria della Grammatica
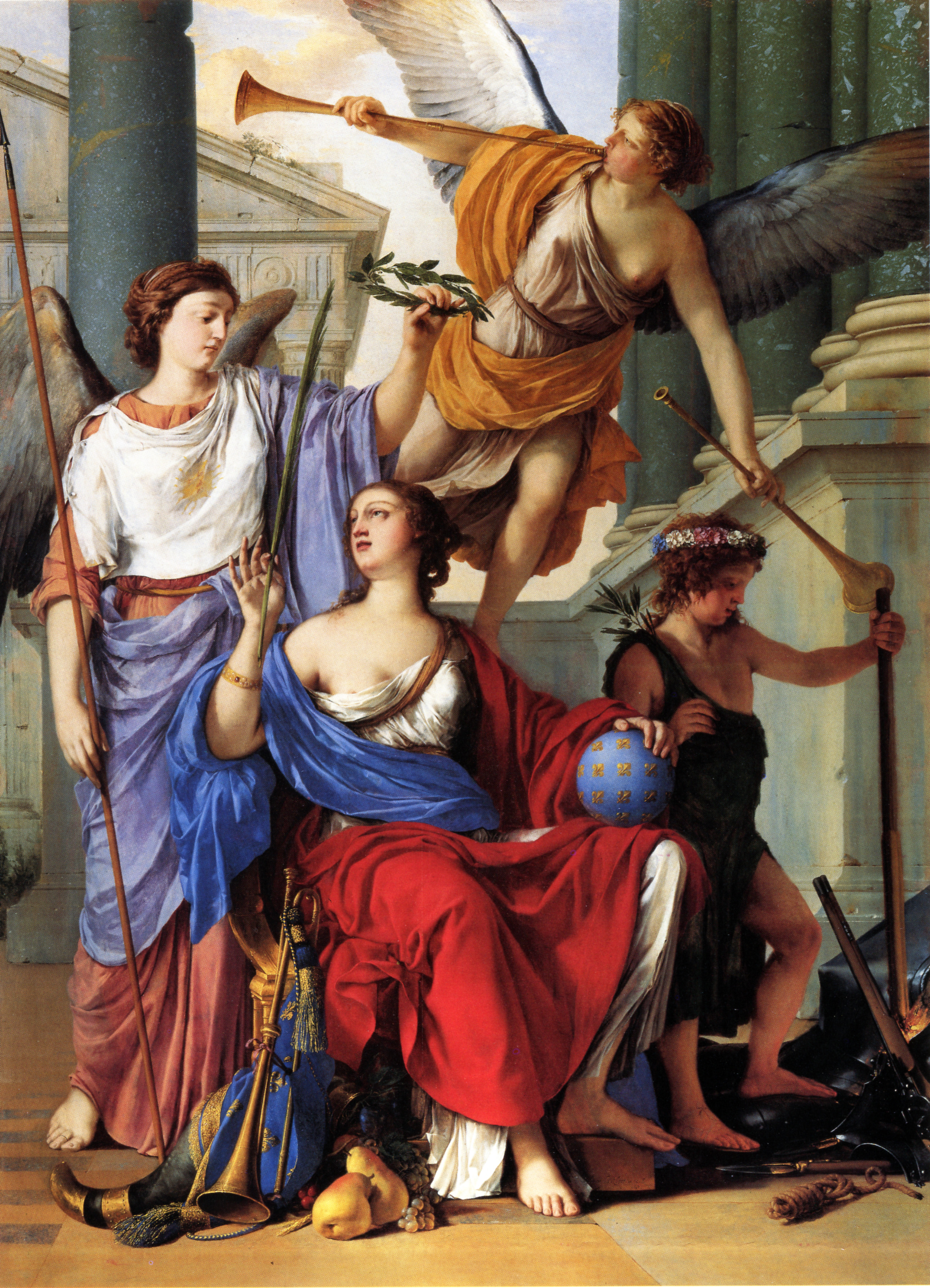
La Reggenza di Anna d'Austria. Allegoria
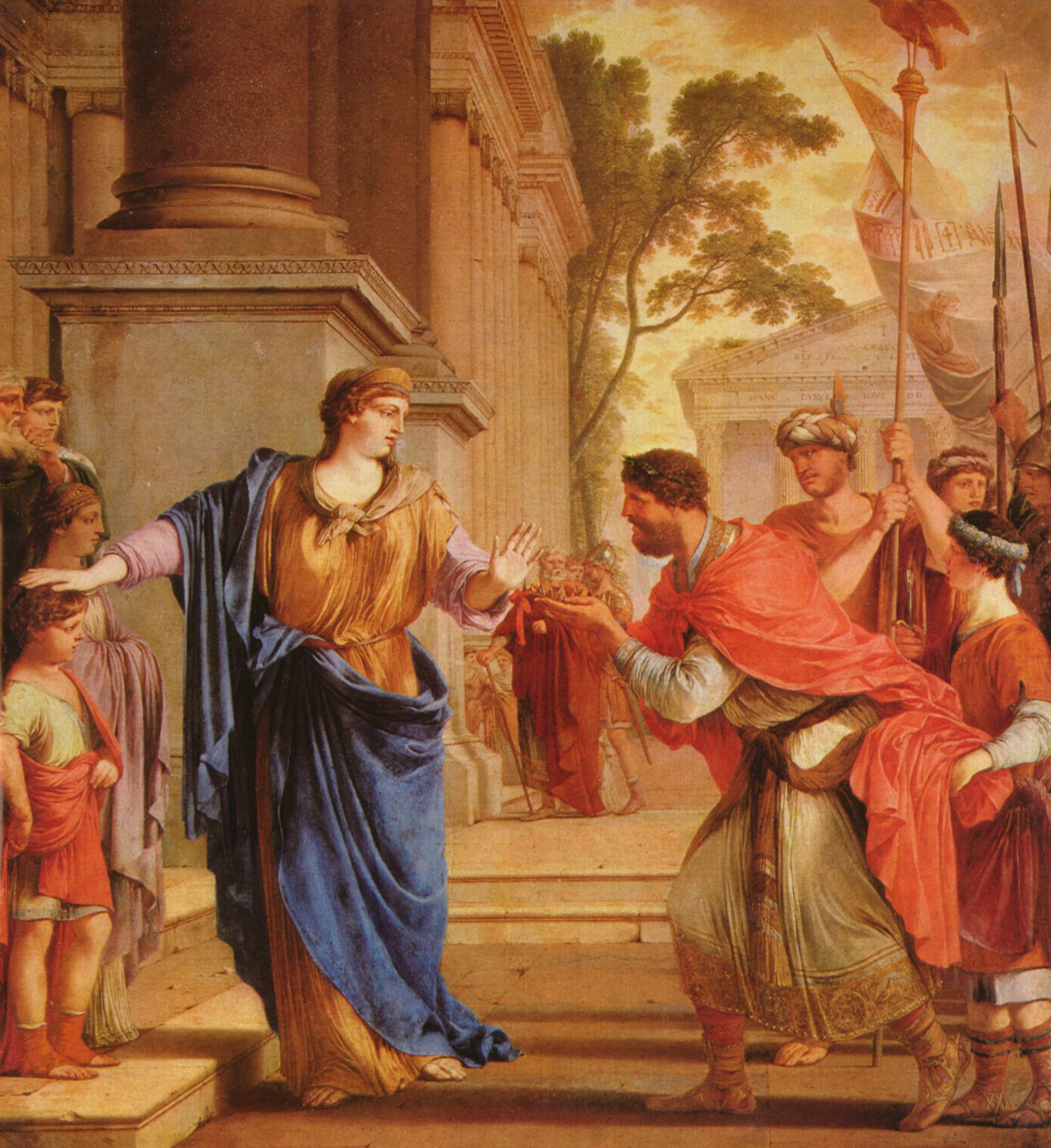
Cornelia rifiuta la corona dei Tolomei
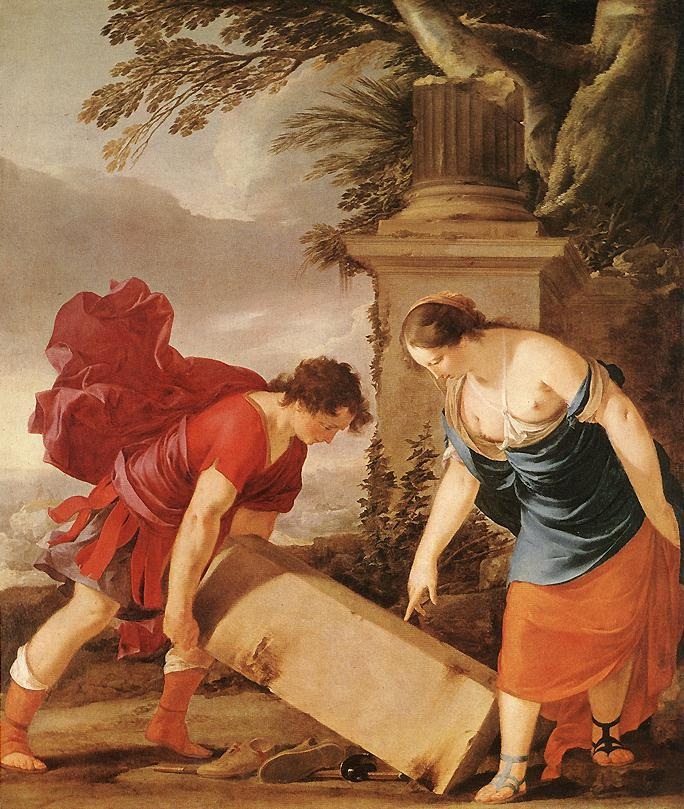
Teseo e Etra
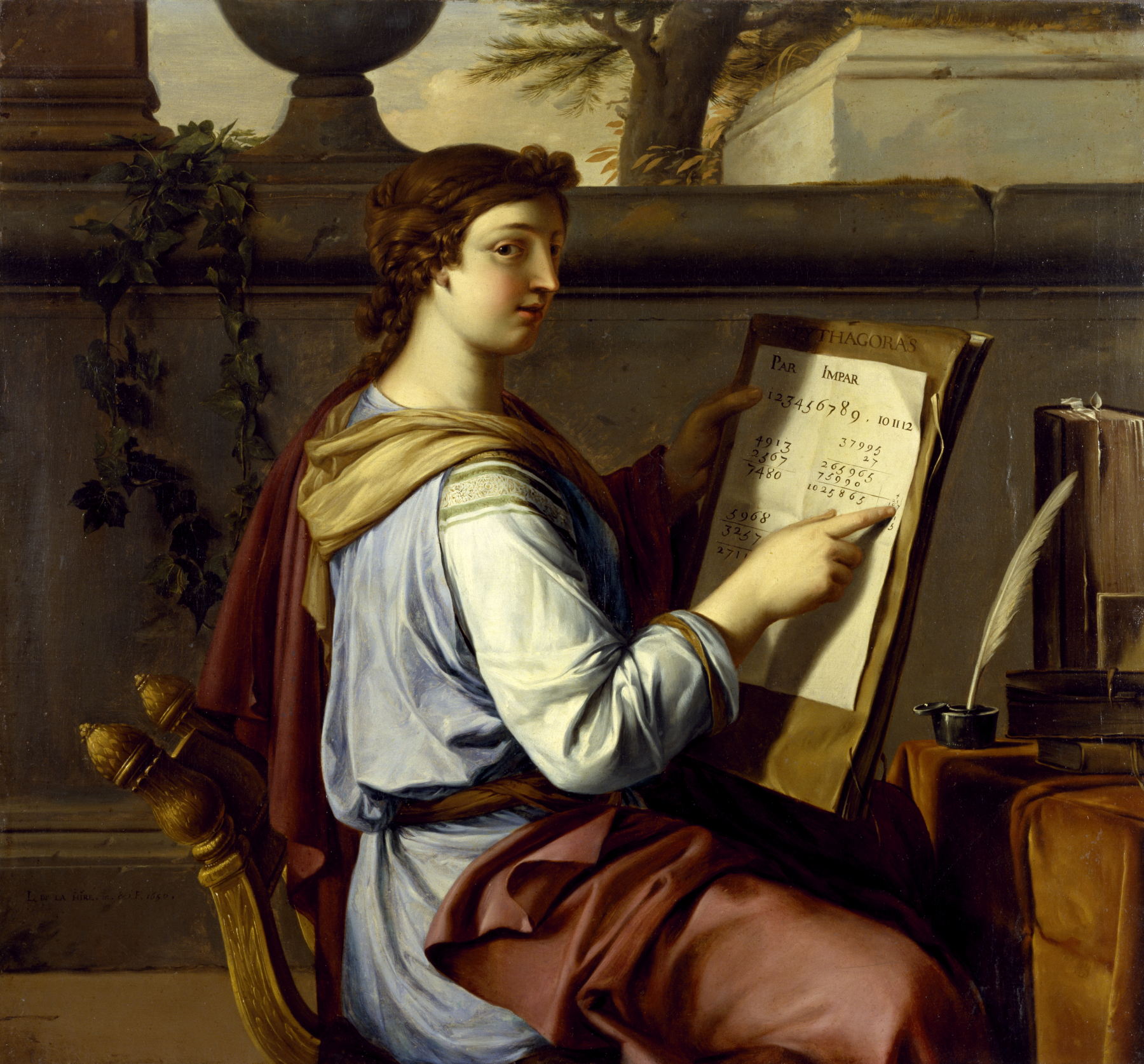
Allegoria dell'Aritmetica
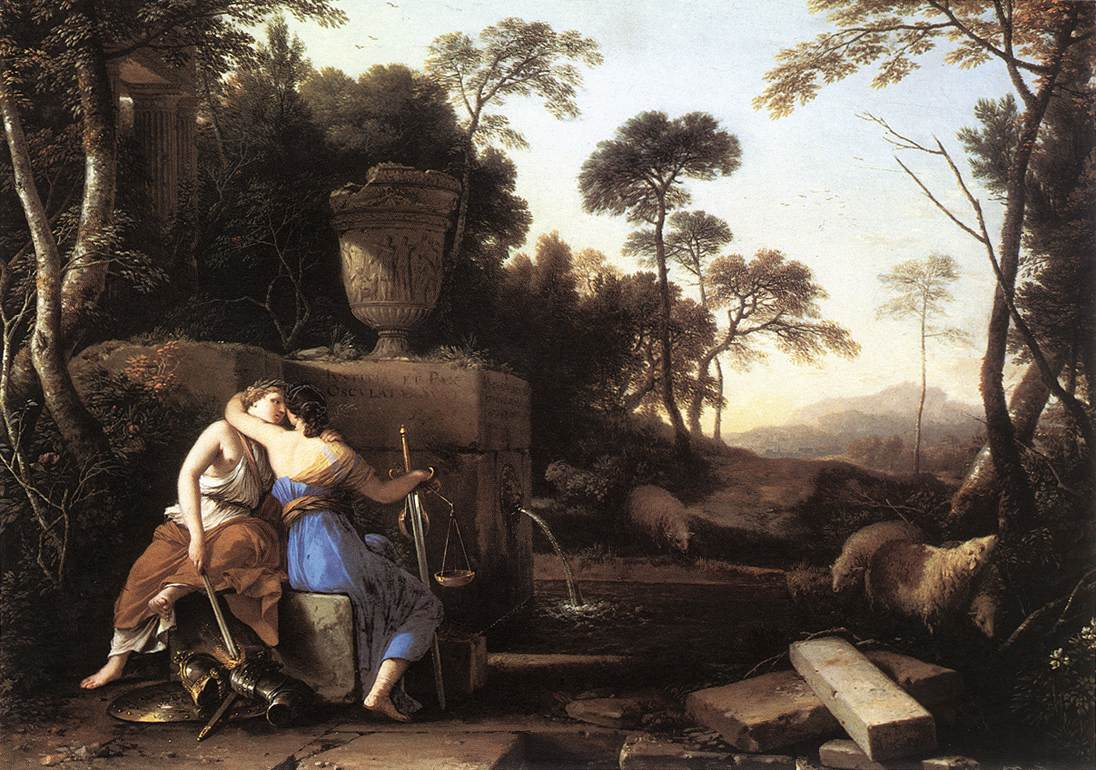
Paesaggio con la Pace e la Giustizia